# 範鑄法

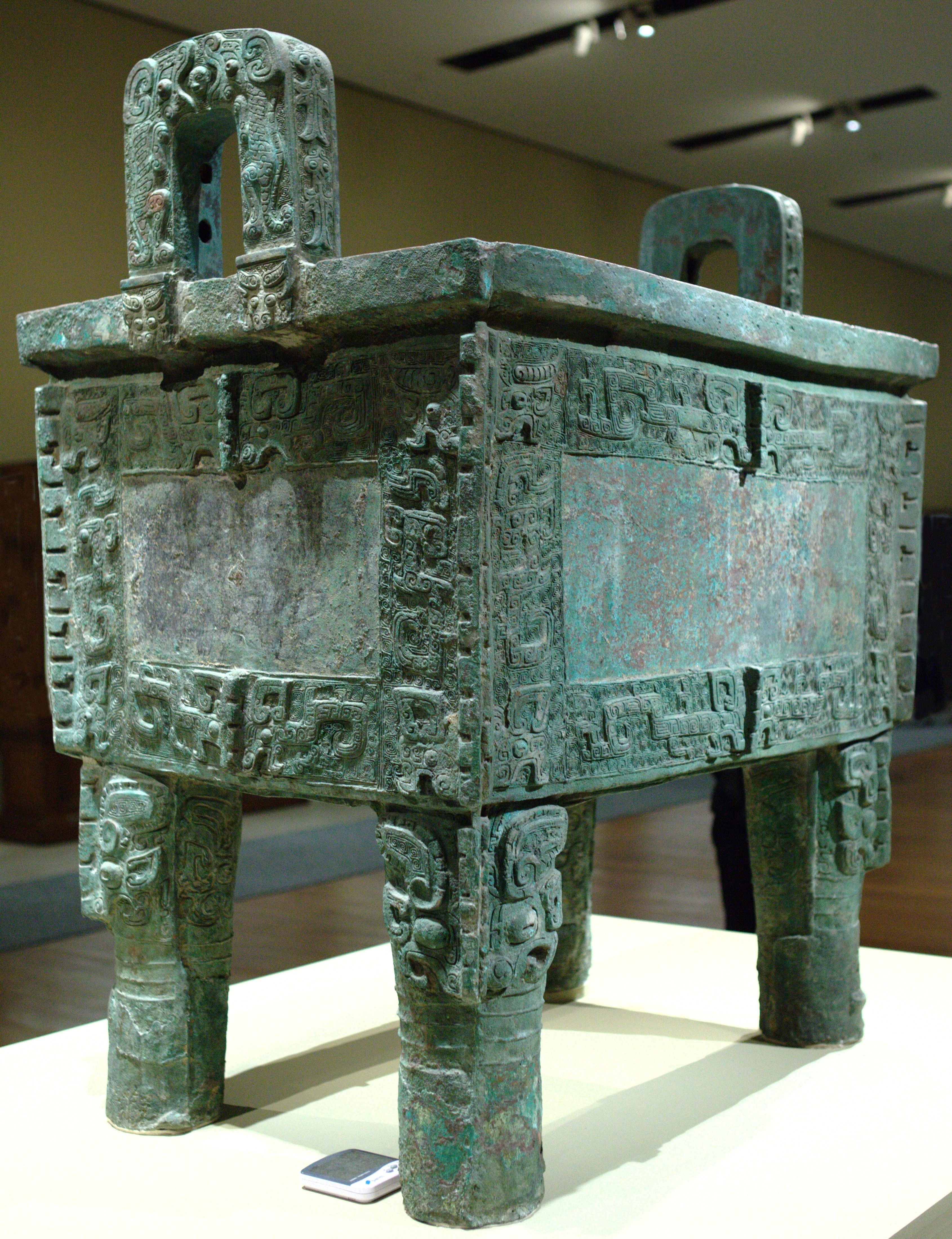
以“範鑄法”的“先鑄法”分鑄的后母戊大方鼎是目前已發現的最大、最重的中國青銅容器。

範鑄法是一種金屬器鑄造方法，是古代中國青銅器最主要的成形方法。這種方法先製作模，繼而透過模製作範，再使用範製作鑄件。

## 過程

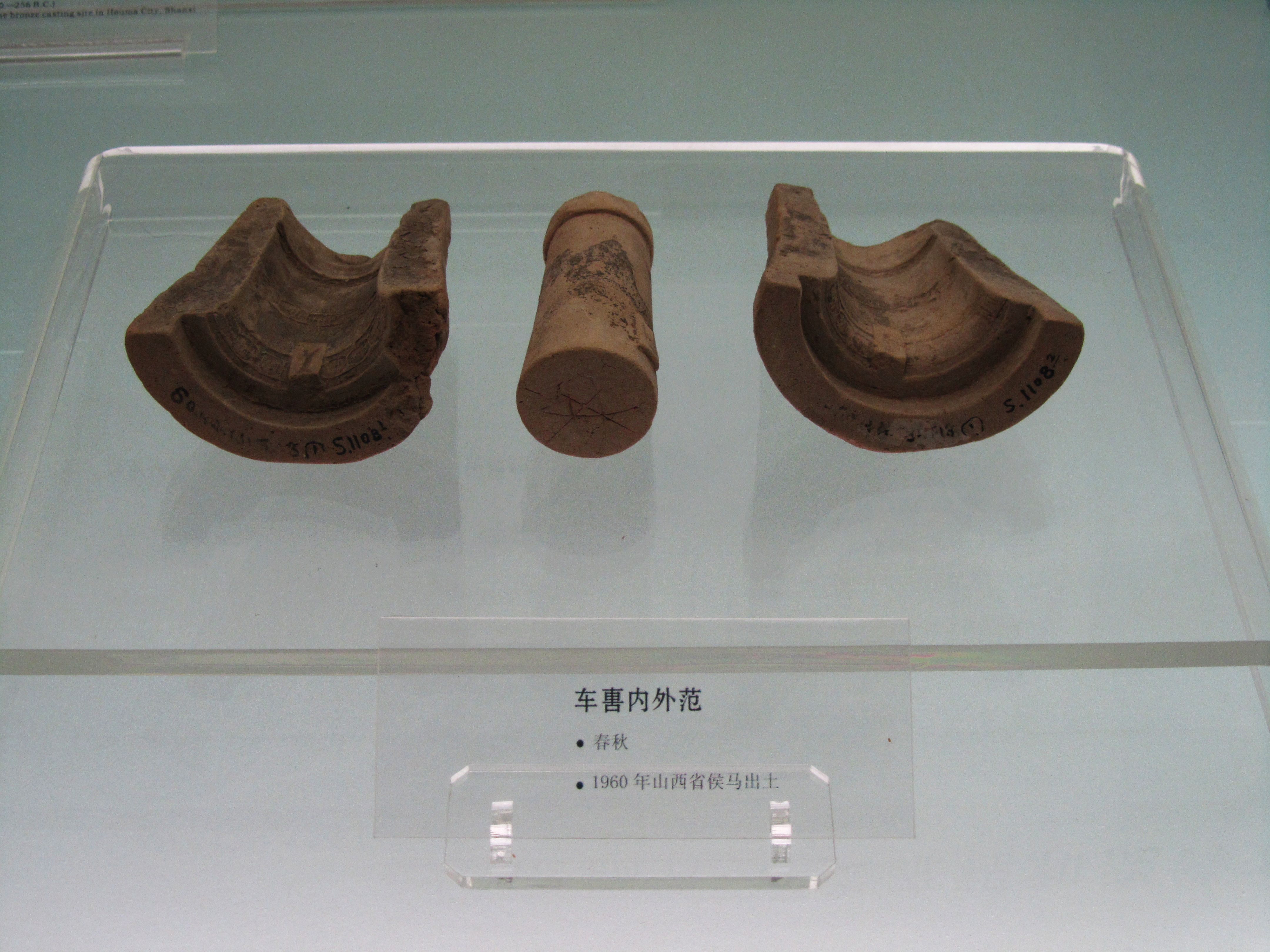
鑄造車軎的陶質“內範”（中間）和“外範”（兩旁）。澆注時，將兩片外範裹著內範，三片範之間的空隙為「範腔」。透過「澆注系統」的管道注入金屬溶液至「範腔」之中，冷卻後溶液會凝固成車軎。

要選取一些常用的處理過的泥料，透過雕塑和焙燒而製成模（model，pattern）。在模的輪廓上覆蓋另一種材料，再透過焙燒，就可以製作出具備模的輪廓的範（mould）。將範從模上分離，在範基礎上，再製作鑄件。除了在使用焚失法或失蠟法等少數情況下，一般範鑄法中都需要多片的範，是為組合範。又按在澆注階段的位置，而分為內範和外範。內範被「範腔」包裹在內，外範則在外包裹著「範腔」。這階段的過程是先溶化要製成鑄件的金屬，再將已變成液態的金屬透過「澆注系統」（即是「範腔」與外界的管道）注入範（鑄型）的「範腔」中，待金屬冷卻凝固，將範與金屬分離，金屬便會為一個一定形狀的物件（鑄件）。

## 分類

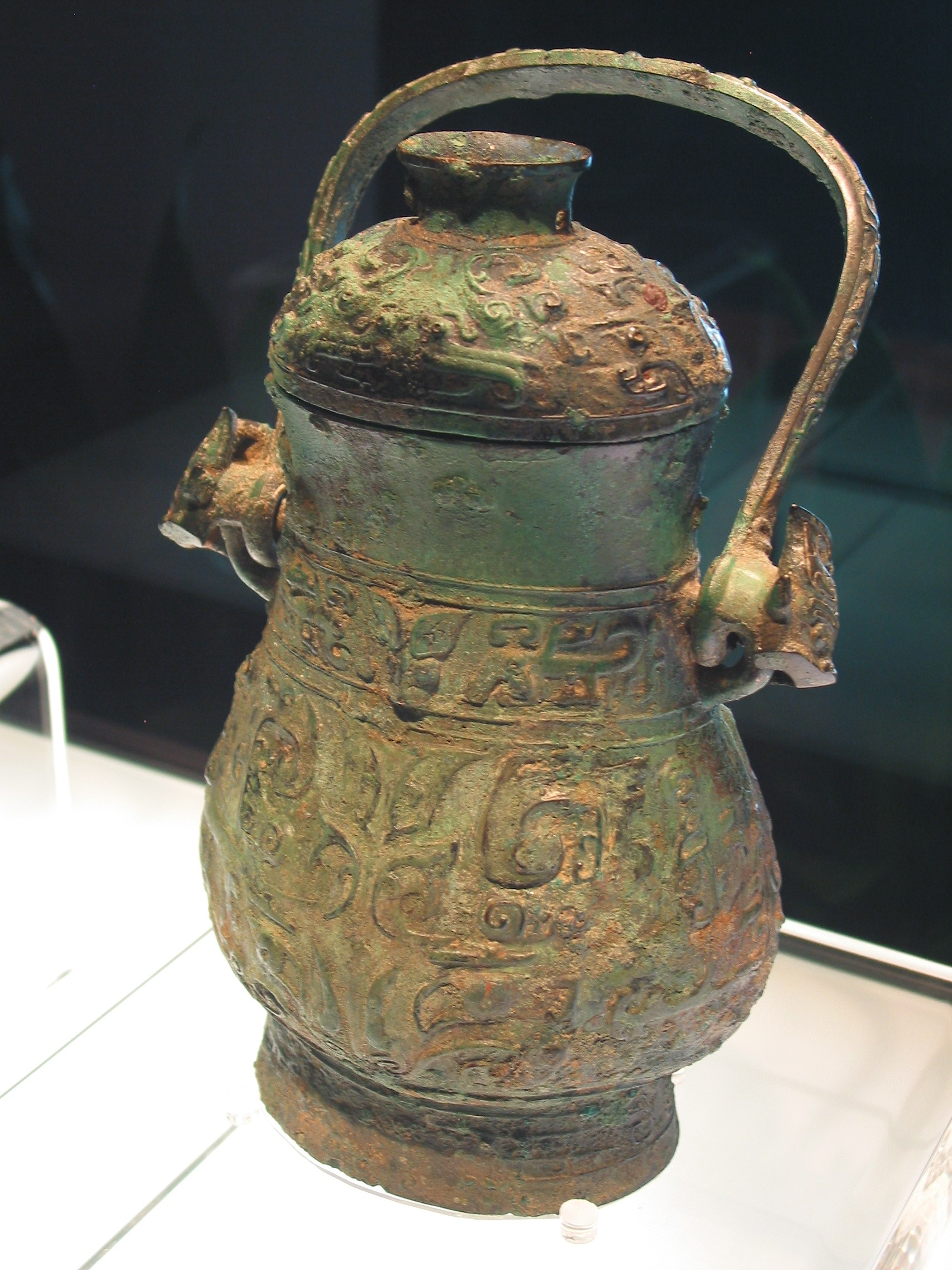
圉卣，西周早期文物。卣多以榫卯式鑄接的方法鑄造。

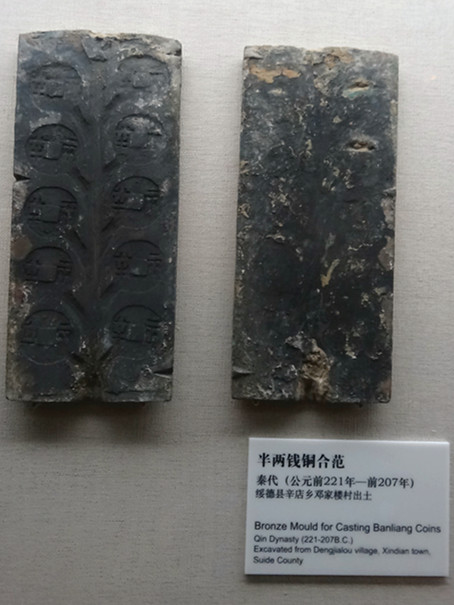
秦半兩錢銅合範，可見銅範法和合範法在鑄幣上的應用。

範鑄法可細分為多種不同的方法。

### 按鑄造過程
按不同的鑄造過程，可分為多種方法。
- 整鑄也稱「渾鑄」，是指器物整體一次鑄造成型的工藝方法。
- 分鑄也稱「鑄接」，是指器物不同部位通過鑄造連接而使不同部位之間或固緊，或留有間隙可轉動但不能拆走。分鑄可分為先鑄法和後鑄法。先鑄法是先鑄附件，在將其放進器體的陶範中與器體鑄接。後鑄法是先鑄造器體，再接鑄附件，又分為榫卯式鑄接[2]和鉚接式鑄接[3]兩種。商代的分鑄法以「後鑄法」較多，春秋戰國時期則以「先鑄法」為主流。[4]
- 疊鑄也稱「層疊鑄造」，是指用陶範範料在疊鑄範盒中翻製作出多件範片或範塊，繼而組裝成疊鑄範，烘焙後可同一時間鑄造整串鑄件。此法可提升生產效率，常用於鑄造造型簡單而生產量大的鑄件如車馬器、錢幣、機械零件。初見於戰國，盛行於東漢。[5]

### 按範的材質和形式
按範的材質和形式，可分為多種方法。
- 合範法是指透過組合範鑄造的方法。若範是完整一塊的，稱為整體範；若要幾塊範組合在一起才能完成鑄造過程，則其範稱為組合範。合範法鑄造的器物常留有範線。

- 陶範法是指透過陶範鑄造的方法。通常陶範都是一用即棄的。製作陶範的原材料主要是土、砂、植物纖維、草木灰、熟料等物質按照一定比例混合形成，通過加入砂來提高耐火度，加入熟料减低收縮量，加入植物纖維和草木灰提高透氣性。大型青銅器陶範是直接裝置在地上的[6]。陶範法的主要流程是[7]：

1. 雕塑待鑄造的泥模；
2. 烘培泥模變硬，在泥模上分塊製作外範；
3. 在外範上補課紋飾；
4. 形成空腔；
5. 製作銘文泥模，嵌入泥芯；
6. 合範，将外範與泥芯組合到一起；
7. 陰乾陶範後，加熱到600攝氏度-900攝氏度；
8. 澆注青铜液，冷卻後清除外範和泥芯，精整並抛光。

- 金屬範法是指透過金屬範鑄造的方法，下又按不同的金屬細分為銅鑄法和鐵鑄法。金屬範導熱系數高，溶液在範腔中冷卻凝固快，成品尺寸整齊，可重複使用，稱為一範多鑄，常用於鑄造造型簡單而生產量大的鑄件如兵器、錢幣、工具、農具等。

- 石範法是指透過石範鑄造的方法。先秦時代最常見的石範用砂巖製成。石範充型性能差、退讓性低，只能鑄造簡單的鑄件，但可一範多鑄。[8]